# Arquidiocese de Resistencia
A Arquidiocese de Resistencia (Archidiœcesis Resistenciæ) é uma circunscrição eclesiástica da Igreja Católica situada em Resistência (Chaco), Argentina. Seu atual arcebispo é Ramón Alfredo Dus. Sua Sé é a Catedral São Fernando Rei.
Possui 30 paróquias servidas por 61 padres, contando com 625600 habitantes, com 80,6% da população jurisdicionada batizada.

## História
A diocese de Resistencia foi erigida em 3 de junho de 1939 com a bula Ecclesiarum omnium cura do Papa Pio XII, recebendo o território da arquidiocese de Santa Fe (atual arquidiocese de Santa Fé de la Vera Cruz), da qual originalmente era sufragânea.
Em 11 de fevereiro de 1957 cedeu uma parte do seu território para a criação da diocese de Formosa.
Em 10 de abril de 1961 passou a fazer parte da província eclesiástica da arquidiocese de Corrientes.
Em 12 de agosto de 1963 cedeu outra porção de terra para o benefício da ereção da diocese de Presidencia Roque Sáenz Peña (atual diocese de San Roque de Presidencia Roque Sáenz Peña).
Em 28 de fevereiro de 1984 foi elevada ao posto de arquidiocese metropolitana com a bula Patet territoriorum do Papa João Paulo II.

## Prelados
|            | Nome                     | Período    | Notas                          |
| Arcebispos | Arcebispos               | Arcebispos | Arcebispos                     |
| ---------- | ------------------------ | ---------- | ------------------------------ |
| 4º         | Ramón Alfredo Dus        | 2013-atual |                                |
| 3º         | Fabriciano Sigampa       | 2005-2013  |                                |
| 2º         | Carmelo Juan Giaquinta † | 1993-2005  |                                |
| 1º         | Juan José Iriarte †      | 1984-1991  |                                |
| Bispos     |                          |            |                                |
| 3º         | José Agustín Marozzi †   | 1957-1984  |                                |
| 2º         | Enrique Rau †            | 1954-1957  | Nomeado Bispo de Mar del Plata |
| 1º         | Nicolás de Carlo †       | 1940-1951  |                                |